# Serhij Zełdi
Serhij Wołodymyrowycz Zełdi, ukr. Сергій Володимирович Зелді (ur. 13 czerwca 1986 w Kijowie) – ukraiński piłkarz, grający na pozycji obrońcy, a wcześniej pomocnika.

## Kariera piłkarska

### Kariera klubowa
Wychowanek Dynamo Kijów, w którym rozpoczął karierę piłkarską. Występował najpierw w juniorskich mistrzostwach Ukrainy (DJuFL), a potem w trzeciej i drugiej drużynie Dynama. W 2005 został wypożyczony do CSKA Kijów. Latem 2006 zaproszony do Heliosa Charków i w pierwszym że oficjalnym meczu strzelił gola. W rundzie jesiennej sezonu 2007/08 przeszedł do pierwszoligowego Zakarpattia Użhorod, ale tylko raz wyszedł na boisko i wiosną następnego roku powrócił do Heliosa. Na początku 2009 bronił barw CSKA Kijów, a latem przeniósł się do Prykarpattia Iwano-Frankowsk. W lutym 2010 podpisał kontrakt z Tawrią Symferopol, ale nie potrafił przebić się do podstawowego składu i jeszcze latem wrócił do Prykarpattia Iwano-Frankowsk. Na początku 2011 przeszedł do Bukowyny Czerniowce. W sierpniu 2011 przeniósł się do MFK Mikołajów, w którym grał do kwietnia 2013.

### Kariera reprezentacyjna
W 2003 roku został powołany do juniorskiej reprezentacji Ukrainy, a w latach 2006-07 występował w młodzieżowej reprezentacji Ukrainy.